# Vincenzo Lombardo
Pour les articles homonymes, voir Lombardo.
Vincenzo Lombardo (né le 21 janvier 1932 à Santo Stefano di Camastra, mort le 2 décembre 2007 à Milan) est un athlète italien, spécialiste du sprint.
Il participe à deux éditions des Jeux olympiques. En 1956, il bat le record d’Europe du relais 4 x 100 m.